# Шершевский, Гелий Григорьевич
Гелий Григорьевич Шершевский (28 июня 1934 — 15 июля 2015) — советский футболист, вратарь, советский и российский футбольный тренер. Мастер спорта СССР (1958), заслуженный тренер РСФСР.

## Биография

### Карьера игрока
Воспитанник барнаульского футбола. В старших классах вместе с семьёй переехал в Кемерово. На взрослом уровне начал выступать в кемеровских командах «Шахтёр» и «Динамо». В составе «Шахтёра» участвовал в финальном турнире всесоюзного первенства ДСО «Шахтёр» в Кадиевке (1951), в составе «Динамо» трижды завоёвывал Кубок Кузбасса и дважды выигрывал чемпионат области.
В конце 1954 года был призван в армию. Выступал за хабаровский ОДО, обладатель Кубка РСФСР 1955 года, лучший вратарь первенства Вооружённых Сил 1955 года. Зимой 1955/56 был на сборах в ЦДСА, но в основной состав не пробился.
В 1956 году выступал в классе «А» в составе ОДО (Свердловск), сыграл 4 матча и пропустил 7 голов. Дебютный матч сыграл 16 мая 1956 года против ЦДСА. Затем ещё три сезона играл за команду в классе «Б». В составе сборной Свердловской области, составленной на базе ОДО, становился победителем Спартакиады народов РСФСР.
В 1960 году перешёл в «Кайрат». Принял участие в дебютном матче клуба в высшей лиге — 10 апреля 1960 года против ленинградского «Адмиралтейца» (0:0). Начинал сезон как основной вратарь, но после грубых ошибок в игре против «Локомотива» 9 мая в Москве (1:2) был отправлен в запас. Всего в составе алматинского клуба сыграл 5 матчей в высшей лиге.
В 1961—1963 годах выступал за «Шахтёр» Караганда, в первых двух сезонах был основным вратарём клуба. В 1962 году стал победителем зонального турнира класса «Б». В 1963 году вместе с командой выступал дивизионом выше, но уже не был твёрдым игроком основного состава, сыграв только половину матчей. 13 октября 1963 года в игре с «Даугавой» пропустил гол от вратаря соперников Вячеслава Бубенца (в протоколе этот гол записан как автогол Шершевского). В 1964 году играл за другой казахстанский клуб — «Цементник» Семипалатинск.
С 1965 года до конца карьеры выступал за «Кузбасс», на один год отлучался в «Металлург» Новокузнецк.

### Тренерская карьера
Начал тренерскую карьеру, работая с коллективами физкультуры Междуреченска и Киселёвска.
В первой половине 1970-х годов работал начальником команды «Автомобилист» Кзыл-Орда, затем более десяти лет — начальником «Кузбасса». При нём кемеровская команда достигла наивысших успехов — закрепилась в первой лиге и одержала легендарные победы над московским «Спартаком».
В 1989—1991 годах работал главным тренером тверской «Волги», в качестве играющего тренера пригласил в команду Виталия Раздаева. В 1992 году — начальник команды «Динамо-Газовик», игравшей в высшей лиге России. В 1993 году — главный тренер «Кузбасса».
После завершения тренерской карьеры работал в кемеровской областной федерации хоккея с мячом, а также администратором ХК «Кузбасс».
Скончался 15 июля 2015 года на 82-м году жизни.

## Личная жизнь
Отец, Григорий Яковлевич — военный инженер; мать, Александра Дмитриевна — домохозяйка.
Был дважды женат, есть сын Альберт и дочь Юлия.